# Hernán Carvallo
Luis Hernán Carvallo Castro (ur. 19 sierpnia 1922, zm. 24 marca 2011) – piłkarz chilijski grający podczas kariery na pozycji pomocnika.

## Kariera klubowa
Podczas kariery piłkarskiej Hernán Carvallo występował w stołecznym Universidad Católica. Z Universidad Católica zdobył mistrzostwo Chile w 1949.

## Kariera reprezentacyjna
W reprezentacji Chile Carvallo zadebiutował 16 stycznia 1946 w przegranym 0-1 spotkaniu w Copa América z Urugwajem. Na turnieju w Argentynie Chile zajęło piąte miejsce a Carvallo wystąpił we wszystkich pięciu meczach: z Urugwajem, Paragwajem, Argentyną, Brazylią i Boliwią.
W 1950 roku został powołany przez selekcjonera Arturo Bucciardiego do kadry na mistrzostwa świata w Brazylii. Na mundialu Álvarez wystąpił w dwóch meczach - z Anglią i Hiszpanią, który był jego ostatnim występem w reprezentacji. Od 1947 do 1950 roku rozegrał w kadrze narodowej 7 spotkań.